# Lumière bleue
Pour les articles homonymes, voir Lumière bleue (homonymie).
La lumière bleue est la part du spectre visible dont les longueurs d'onde vont de 380 à 450 nanomètres. Les lumières dans lesquelles dominent les longueurs d'onde plus courtes que celles de l'illuminant sont perçues comme bleuâtres.
L'expression « lumière bleue » est employée en particulier :
- pour des lumières artificielles à spectre discontinu (LED) ;
- pour la lumière de l'éclair, lors d'un orage ou de certaines éruptions volcaniques, de l'arc électrique, de l'effet corona ou de l'effet Tcherenkov) ;
- pour la lumière dominante sous l'eau, d'autant plus que l'on descend en profondeur, si l'eau n'est pas turbide) ;
- pour la lumière utilisée en photothérapie pour traiter certaines affections ;
- pour mettre en garde contre l'effet peut-être préjudiciable de certaines longueurs d'onde de cette partie du spectre lumineux sur la rétine, et contre l'effet perturbateur sur le rythme circadien, généralement admis, de l'exposition nocturne à des lumières où prédominent les courtes longueurs d'onde, comme la lumière du jour.

En éclairage, on ne parle de lumière bleue que pour les effets qu'on obtient avec des filtres de couleur. La lumière du jour donne une dominante bleuâtre quand la source principale est à incandescence, mais on parle plutôt, comme dans les arts visuels, de couleurs chaudes et froides.

## Sources de lumière bleue

### Spectre continu
Les premières sources d'éclairage, bougie, gaz, lampe électrique, étaient généralement basées sur l'incandescence. Elles étaient toutes orangeâtres par rapport à la lumière naturelle. On n'obtenait une lumière bleue qu'en intercalant un filtre optique, avec une grande perte d'efficacité.
La lampe à arc peut donner un éclairage bleuâtre, proche de la lumière du jour ou de température de couleur supérieure.

### Spectre discontinu
Les sources lumineuses artificielles choisies pour leur efficacité lumineuse supérieure ont un spectre caractérisé par de fortes puissances sur des longueurs d'onde précises, accompagnées de zones de répartition plus homogènes. Ces dispositifs peuvent avoir la même couleur que la lumière du jour ou l'éclairage à incandescence, avec un spectre où la puissance est concentrée sur une longueur d'onde, au lieu d'être répartie. Bien que la puissance globale dans la partie bleue soit généralement beaucoup plus faible que celle reçue lors de l'exposition au jour, il faut étudier l'effet de cette concentration sur des cellules qui ne participent pas à la vision.
Le tube fluorescent peut donner une lumière bleuâtre. La diode électroluminescente bleue est le plus récent de ces dispositifs de signalisation, de décoration ou d'éclairage.
L'abandon des lampes à incandescence, pour économiser l'énergie, peut porter à utiliser des luminaires dits « blanc froid ». Cette lumière de température de couleur élevée comporte une plus forte proportion de lumière bleue que ceux qu'ils remplacent. Les usagers de ces lampes seront exposés à cette lumière, quoique à des niveaux généralement inférieurs à ceux du jour, pendant une durée considérablement plus longue.
Les écrans de télévision, d'ordinateur, de smartphone, produisent une image qui se base sur un rendu du type « lumière du jour », avec une température de couleur de 6 500 K. Après des alertes sur les conséquences de l'exposition nocturne à des lumières semblables à celle du jour sur le sommeil, les fabricants proposent désormais des réglages chauds, correspondant à l'éclairage artificiel à incandescence (2 750 K).
Cependant, la partie bleue du spectre de la lumière du jour est continue. La puissance totale de cette partie est répartie sur toute cette plage. Dans les écrans, cette puissance est répartie sur une étroite raie, dont la longueur d'onde dépend du type d'écran. Les luminophores d'un écran cathodique couleurs devaient donner une couleur primaire bleue où la longueur d'onde de 464,5 nm domine à 93 %. Les écrans LCD éclairés par derrière par un éclairage fluorescent ou par LEDs effectuent une conversion pour obtenir un effet visuellement identique, avec une primaire qui peut avoir d'autres caractéristiques.
Comme la plupart des « baby-boomers » des États-Unis, nés entre 1946 et 1965, ont passé et passent plusieurs heures par jour devant les écrans, les effets cumulés de l'influx supplémentaire de lumière bleue, par rapport aux générations précédentes, devraient déjà s'observer.

## Effets chimique et biochimique
La capacité à provoquer des réactions chimiques, l'actinisme du rayonnement, augmente quand sa longueur d'onde décroît. L'ultraviolet, et dans une moindre mesure la lumière visible violette (moins de 465 nm environ) et bleue (jusqu'à 480 nm environ), sont plus actiniques que les rayonnements verts et rouges. Ces lumières sont nécessaires à des réactions biologiques comme la photosynthèse. Les algues et le phytoplancton vivant en profondeur ont des pigments adaptés qui leur permettent de mieux exploiter la lumière bleue, qui est en profondeur leur seule source d'énergie.

### Récepteurs spécifiques
Les espèces animales qui possèdent une vision des couleurs ont fréquemment un récepteur spécifique pour les longueurs d'onde autour de 435 nm, comme les humains le cône S de la rétine.
La presque totalité des espèces connues, des cyanophycées à l'humain, ont au moins une horloge biologique circadienne fonctionnant de manière autonome selon une période d'environ 24 heures et capable de se recaler sur le cycle nycthéméral. Au moins un photorécepteur semble nécessaire pour expliquer ce phénomène, mais il est longtemps resté inconnu. La rétine est apparue comme le lieu probable de ces récepteurs. Un premier candidat biomoléculaire a été la rhodopsine, mais elle ne répondait pas à tous les critères de définition d'un photorécepteur circadien. En 1998, les cryptochromes, des photorécepteurs sensibles à la lumière bleue et aussi magnétorécepteurs se sont avérés être ces récepteurs. Petit & Sancar remarquent que leur séquence nucléotidique est proche de celle d'enzymes de réparation de l'ADN, les photolyases.
On trouve des cryptochromes dans le monde végétal — le Cryptochrome CRY2 est un régulateur de la floraison, agissant en coordination avec le phytochrome B (phyB), un autre photorécepteur. Dans le monde animal, ils participent au métabolisme de la mouche du vinaigre comme de l'être humain (dans la rétine). À l'échelle biomoléculaire, ces cryptochromes semblent aussi impliqués dans la magnétoréception ; exposés à un champ électromagnétique, ils peuvent former des paires de radicaux après exposition à la lumière bleue, en agissant également comme biomagnétorécepteur ; les mécanismes des effets des champs magnétiques sur la fonction du cryptochrome sont incompris ou à confirmer.

### Usages médicaux
L'actinisme de la lumière bleue lui confère des propriétés antimicrobiennes utilisables en médecine.
L'exposition de la peau à une lumière bleue sert en photothérapie pour soigner l'ictère des nourrissons (le bleu-vert paraissant toutefois plus efficace que le bleu) ; cette lumière provoque la transformation, dans la peau, de la bilirubine qui la colore en jaune, en un isomère que le nourrisson peut éliminer plus facilement. L'efficacité de la lumière bleue, ou mieux, d'un mélange de lumières bleue et rouge, dans le traitement de l'acné n'est pas parfaitement établie. On envisage son emploi pour le traitement et la décontamination de certaines blessures. Un rayonnement de longueur d'onde 400 nm, à la limite entre le violet et l'ultraviolet, entrave le développement de films bactériens avec moins de préjudices pour les cellules de mammifères que l'ultraviolet.

### Risque ophtalmique
La partie du spectre visible comprise entre 380 et 500 nm a des fonctions importantes dans la vision des couleurs et dans la contraction réflexe de la pupille. Mais des ophtalmologues ont mis en garde contre son effet sur la rétine, dans un processus lent qui jouerait un rôle dans des maladies de la rétine comme la dégénérescence maculaire liée à l'âge.
Les diodes électroluminescentes utilisées en éclairage fournissent une couleur métamère de celles du jour ou d'une lampe à incandescence, c'est-à-dire de même apparence, mais au spectre différent. La lumière blanche des LEDs combine une émission à dominante jaune sur une plage étalée en longueurs d'onde, avec un pic violet-bleu étroit vers 460 nm, qui est d'autant plus haut que la couleur est proche de la lumière du jour (« blanc froid »).
Les effets néfastes d'une exposition relativement brève aux rayonnements bleus intenses sont avérés ; les normes encadrant les appareils d'éclairage en tiennent compte. Elles classent les sources selon l'exposition calculée en multipliant leurs valeurs spectrales par des coefficients d'efficacité correspondant à l'action sur la rétine. Les appareils d'éclairage destinés au grand public doivent appartenir à l'un des deux groupes les plus sûrs. L'éclairage par diodes électroluminescentes, dont le pic d'émission coïncide avec les coefficients maximaux de la courbe de risque pour la rétine, est susceptibles de se trouver celui des groupes autorisés qui présente un risque pour lequel l'exposition maximale sans risque est compris entre 100 et 10 000 s en vision directe à une distance de 20 cm[Quoi ?]. 
Pour des expositions plus longues et à des niveaux relativement faibles, on a montré que les rayonnements les plus proches de la lumière solaire sont les plus capables d'induire des lésions rétiniennes ; mais le processus de dégradation chronique de la rétine reste mal connu. Divers chromophores de la rétine sont impliqués, surtout la lipofuscine, qui absorbe les longueurs d'onde autour de 450 nm, produisant des dérivés réactifs de l'oxygène entraînant la mort cellulaire.
D'autres études paraissent nécessaires pour évaluer le risque ophtalmique de l'exposition à long terme (des années) à de faibles niveaux de lumière bleue. Les limites admissibles pour une exposition prolongée à plus faible dose ne figurent pas dans les normes. Des chercheurs recommandent de développer, si c'est possible, des LEDs ayant un pic d'émission entre 470 et 490 nm pour éviter celles dont le pic coïncide avec l'absoption maximale de la lipofuscine.
Les professionnels utilisant des sources à diodes électroluminescentes, et ceux pratiquant des thérapies impliquant des sources lumineuses bleues ou bleuâtres, peuvent être considérés comme des populations à risque. Les enfants de moins d'un an, dont l'œil laisse arriver à la rétine significativement plus de rayonnement bleu, violet et ultraviolet, devraient faire l'objet de recherches particulières. Les luminaires à incandescence — halogènes — ou à fluorescence sont une alternative douteuse aux LED, car ils ont une émission ultraviolette, nocive pour la rétine, que celles-ci n'ont pas.
On recommande en tous cas un éclairage indirect, et de manière générale évitant toujours l'éblouissement(ANSES 2010).
Dans son rapport de mai 2019, l'ANSES, tout en indiquant que « le niveau de risque associé à une exposition chronique à des LED riches en bleu ne peut être évalué à ce jour », préconise une diminution des valeurs limites d'exposition. La pertinence des études sur lesquelles est basée cette préconisation a été contestée. Dans tout les cas, les lunettes proposées par les opticiens avec cette argumentation, essentiellement pour les écrans, n'apportent « aucun effet bénéfique » à leurs utilisateurs comme l'a révélé une publication par Cochrane, à la suite d'une vaste étude internationale dirigée par Laura E. Downie,

## Lumière bleue du jour
Une lumière bleuâtre, riche en courtes longueurs d'onde, comme la lumière du jour, participe à la régulation du rythme circadien. Des études récentes relient cette fonction à des récepteurs dans les cellules ganglionnaires de la rétine. Le pigment photosensible est la mélanopsine, dont la sensibilité maximale se trouve à une longueur d'onde de 480 nm correspondant à un bleu-vert. La luminothérapie traite la dépression ou les troubles du sommeil par l'exposition à cette lumière.
Une lumière enrichie en bleus a amélioré des troubles du rythme circadien et amélioré l'état de souris affectées de la maladie de Huntington.
Inversement, l'exposition de nuit à une lumière comportant, comme celle du jour, une forte composante bleue, peut perturber l'horloge circadienne, avec des conséquences notables sur la santé. L'utilisation croissante d'écrans d'ordinateur ou de téléphone portable pourrait ainsi constituer un risque. Une étude a montré que cette perturbation concerne plus les jeunes, ce qui pourrait s'expliquer par le jaunissement du cristallin avec l'âge, réduisant le bleu qui parvient à la rétine.
Les écrans d'ordinateur proposent la plupart du temps un réglage moins bleu (« chaud » ou « warm ») accessible à l'utilisateur, et recommandable la nuit. Certains logiciels commutent automatiquement le réglage selon l'heure. Le mode sombre expose aussi l'utilisateur à moins de lumière bleue.

## Cinéma
- Dans La Lumière bleue, film en noir et blanc de Leni Riefenstahl sorti en 1932, la lumière bleue a un caractère surnaturel.